# Aegle transversa
Aegle transversa là một loài bướm đêm trong họ Noctuidae.